# Cuisine russe
 (novembre 2010).
Si vous disposez d'ouvrages ou d'articles de référence ou si vous connaissez des sites web de qualité traitant du thème abordé ici, merci de compléter l'article en donnant les références utiles à sa vérifiabilité et en les liant à la section « Notes et références ».
La cuisine russe tire sa variété et sa richesse de l'immensité de la Russie et de la mosaïque des cultures qui la compose.

## Histoire
À l'origine on trouve les mets constituant le quotidien du paysan russe confronté à un climat rigoureux ; ceux-ci comprenaient de nombreux poissons, volailles, gibier, champignons, les baies, et le miel. La culture des céréales — seigle, blé, orge et millet — fournit les ingrédients d'une grande variété de pains, de crêpes, de semoules, et de boissons comme le kvas, la bière et la vodka. Des potages et ragoûts savoureux sont composés avec de la viande, du poisson ainsi que les produits de saison ou ceux qui peuvent se conserver. Cette nourriture est restée l'alimentation de base de la grande majorité des Russes jusqu'à une période avancée du XXe siècle. La proximité de la route de la soie, du Caucase, de la Perse et de l'Empire ottoman ont donné un caractère oriental aux méthodes de cuisson (moins dans la Russie européenne que dans le nord du Caucase).
Aux XVIIe et XVIIIe siècles, l'agrandissement du territoire, les influences extérieures et les nouveaux centres d'intérêt ont apporté des techniques culinaires et des nourritures plus raffinées. C'est durant cette période qu'ont été introduits depuis l'étranger les viandes et poissons fumés, la pâtisserie, les salades et légumes verts, le chocolat, les desserts glacés, les vins et les liqueurs. Au moins pour l'aristocratie urbaine et l'élite provinciale, cela fut le point de départ d'une intégration créative de ces nouvelles techniques alimentaires avec les plats russes traditionnels. Cela déboucha sur une grande variété de techniques, d'assaisonnements et de combinaisons d'ingrédients.
À l'époque de Catherine II, chacune des grandes familles influentes faisait venir des produits et du personnel — essentiellement d'Allemagne, d'Autriche et de France — pour fournir à sa table les plats les plus raffinés, les plus rares et les plus créatifs. C'est particulièrement évident dans la cuisine pratiquée par les chefs franco-russes, excitante, élégante, toute en nuance et décadente. De nombreux plats qui sont considérés en Europe occidentale comme faisant partie de la cuisine russe traditionnelle sont en réalité la création de la cuisine franco-russe des XVIIIe et XIXe siècles et comprennent des plats aussi répandus que le veau Orloff, le bœuf Stroganov et la charlotte russe.

## Les repas et leurs composants
La journée russe est ponctuée de trois repas principaux, le petit déjeuner revêtant une importance particulière compte tenu des hivers rigoureux et de la nécessité de s'alimenter de façon substantielle.
Vient ensuite le déjeuner, qui est plus léger, et qui n'est pas pris à heure fixe: en cela, il n'a rien à voir avec le déjeuner français ou du sud de l'Europe.
Traditionnellement, le dîner est pris vers 18h-19h même si les modes de vie urbains rendent compliquée la prise d'un diner tôt le soir.

### Soupes

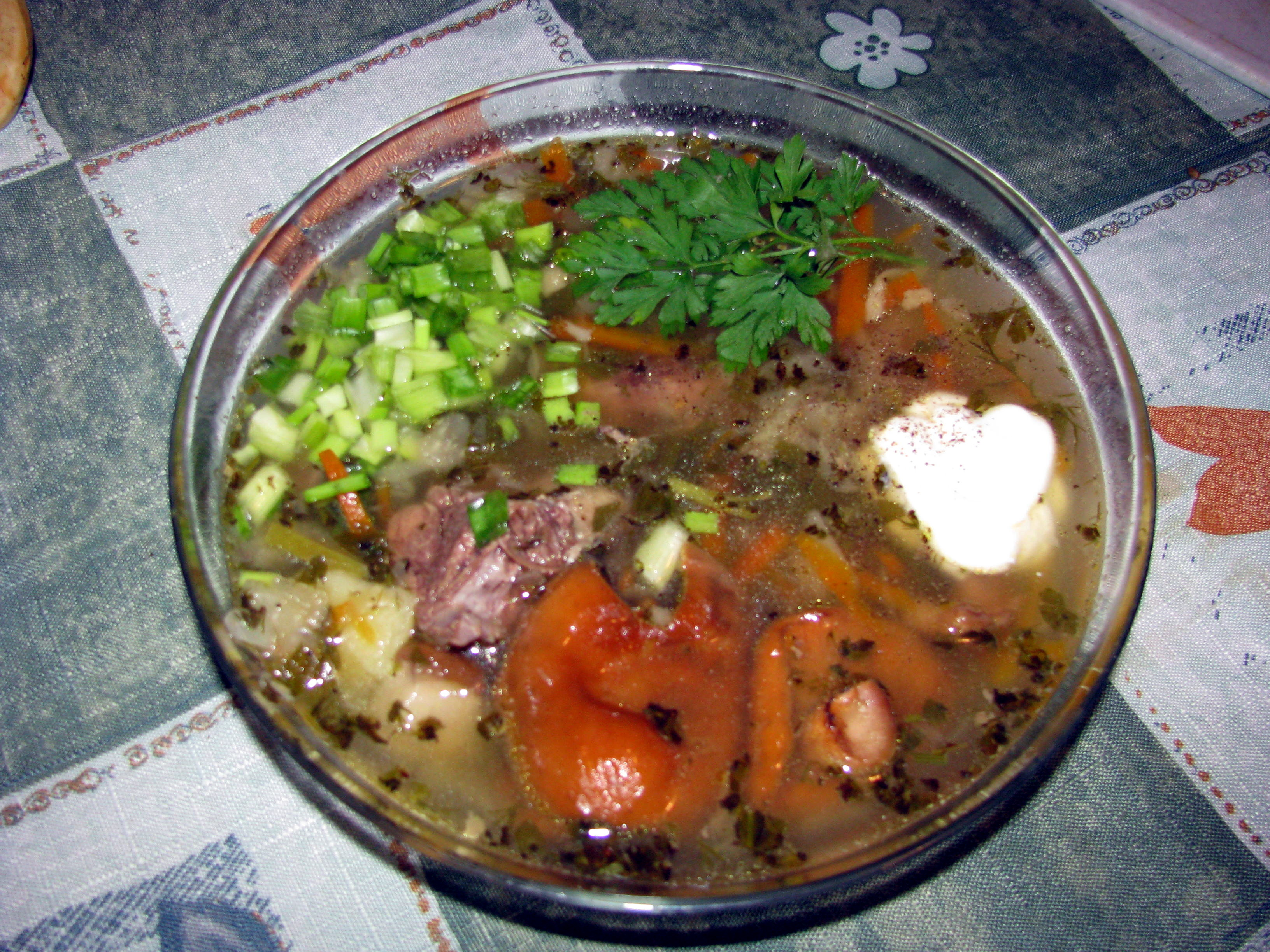
Chtchi

Les soupes ont toujours joué un rôle important dans les repas russes. Les plus anciennes sont préparées à base de chou (chtchi). On y rajoute parfois des céréales et/ou du bouillon de légumes.
Les soupes peuvent également être préparées à base de bouillon de viande, comme le rassolnik et la solianka ou de poisson, tel l'oukha et la kalia.

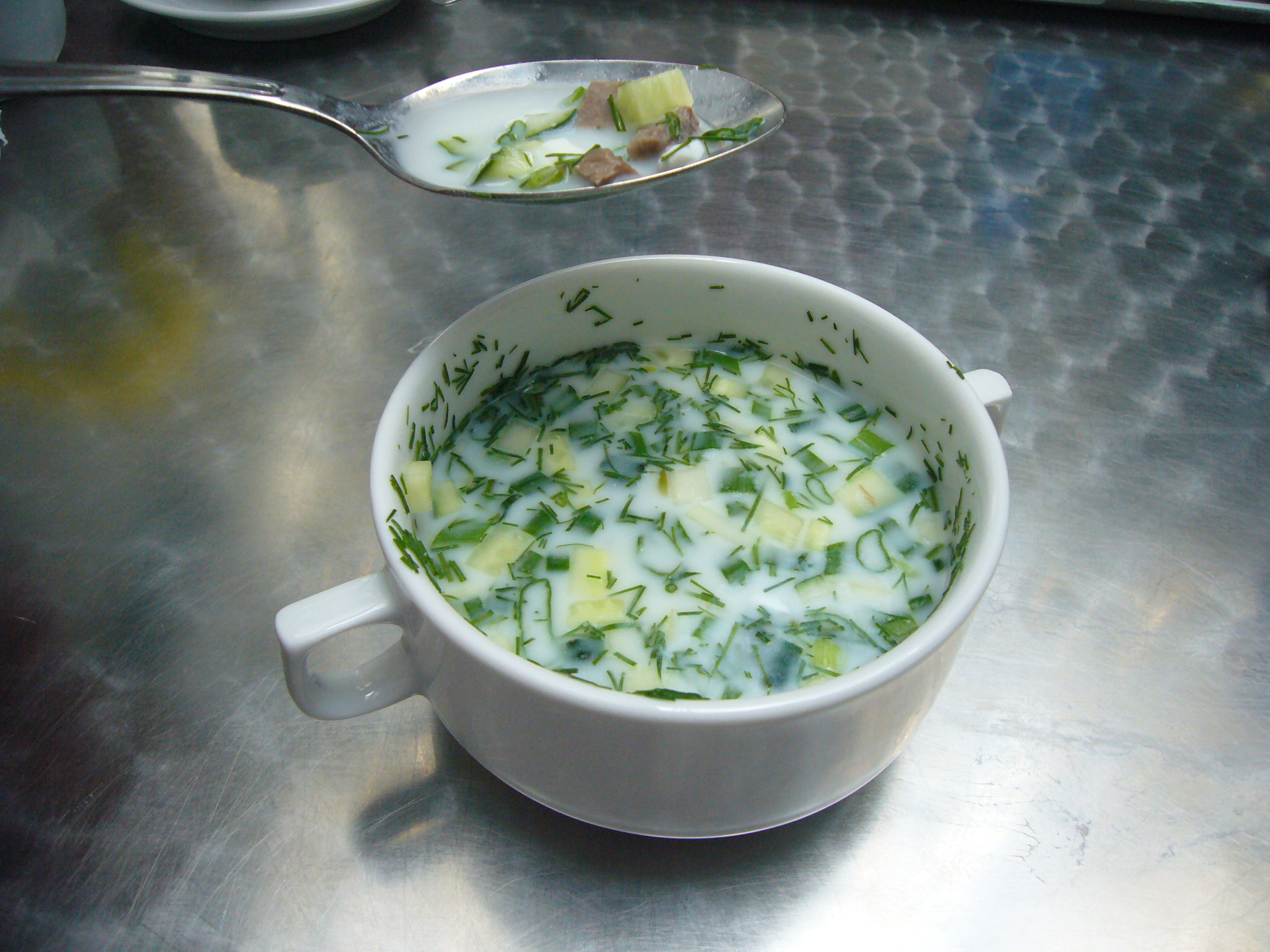
Okrochka avec kéfir.

Un autre élément traditionnel est le kvas, employé dans les soupes froides, comme la turia, l'okrochka et la botvinia.
À ces soupes se sont adjoints entre le XVIIIe  et le XXe siècle des plats originaires d'Europe et d'Asie centrale : soupes claires, purées, ragouts, et beaucoup d'autres.
On trouve également des soupes de nouilles accompagnées de viande, champignons ou de lait.
Traditionnellement, les soupes étaient consommées pour le petit déjeuner, ainsi que les autres restants de la veille.

### Hors-d’œuvre
Traditionnellement, les hors-d’œuvre russes sont appelés zakouski. Ils se composent notamment de charcuteries, de poissons (harengs marinés ou fumés), de caviar (œufs de poissons : saumon, esturgeon), du caviar d’aubergine, des concombres à l’aigre-doux (malossol), de salades diverses…
La salade russe classique d'été est une salade concombre tomates avec une sauce type vinaigrette (sans moutarde) ou crème fraîche.

### Entrées
Parmi les salades courantes on peut citer la salade russe (un mets russe fortement occidentalisé) et le hareng en fourrure. Les Russes consomment également en entrée du caviar noir, à base d'œufs d'esturgeon, et rouge, à base d'œufs de saumon ou de truite.
La salade russe classique d'été est une salade concombre tomates avec une sauce type vinaigrette (sans moutarde) ou crème fraîche.

### Viande

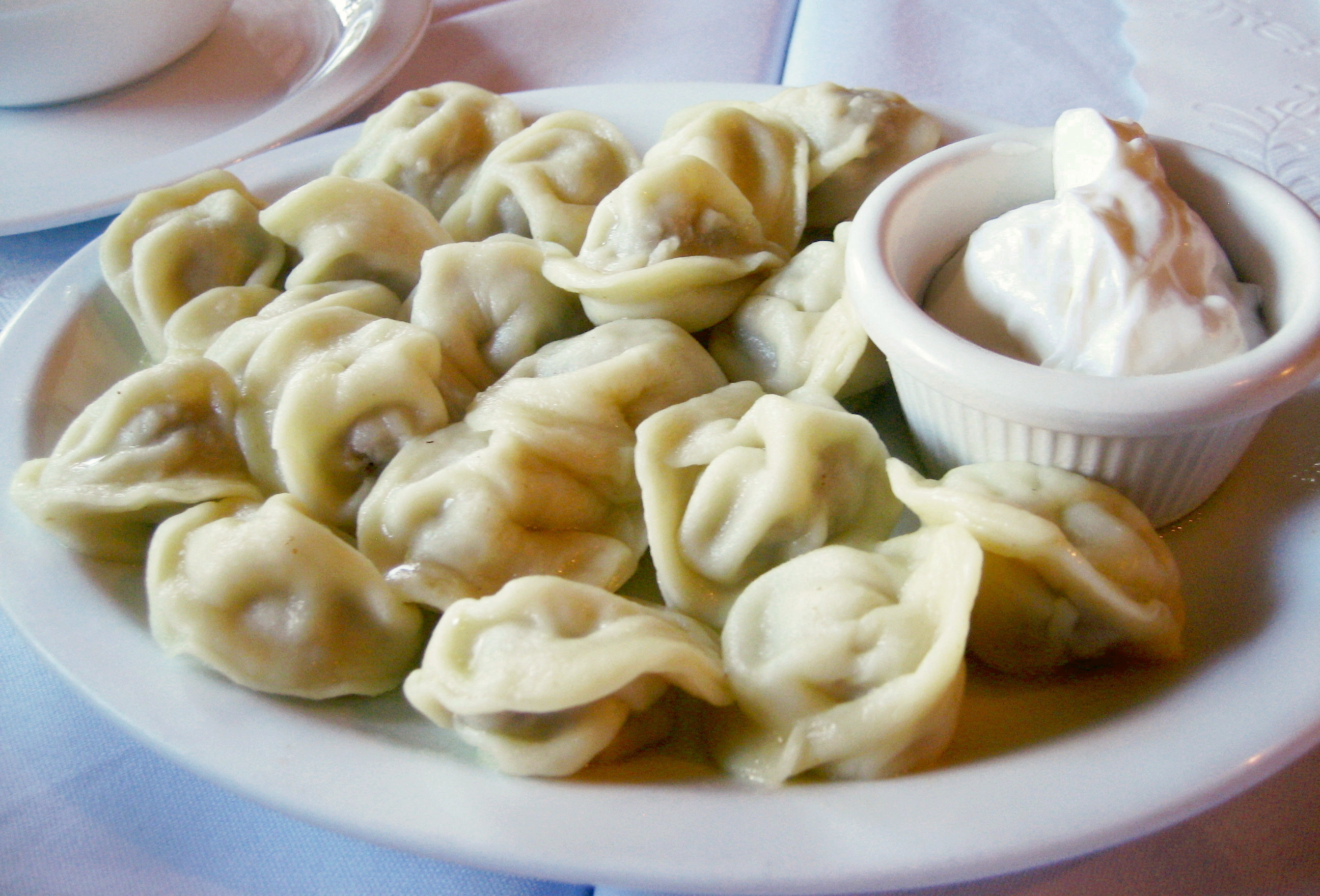
Pelmeni

La cuisine russe emploie de nombreuses sortes de viandes : porc, bœuf, mouton, volaille, et de gibier (canard sauvage, lapin…).
On peut classer les plats de viande en plusieurs types :
- les morceaux de viande cuits dans une soupe ou une bouillie, comme l'aspic, se mangent froid et en deuxième plat ;
- les plats comprenant des abats (foie, tripes, etc.), cuits avec des céréales dans des pots ;
- les plats de volailles, entières ou non, ou les grands morceaux de viande(rumsteck…) cuits sur une plaque de cuisson, dans un four appelé jarkoïe (жаркое du mot jar (жар) qui signifie « chaleur ») ;
- les plats de viande hachée, devenus populaires au XIXe siècle : goloubtsy (голубцы), kotlety (котлеты pluriel ; singulier : katleta), palets de viande (ou de poisson) hachée , parfois roulées dans la chapelure, pelmeni (пельмени), vareniki (вареники), pirojki.

Parmi les plats importés au XIXe siècle en Russie on trouve le chachlyk (шашлык), une brochette de type kebab populaire dans le Caucase et en Asie centrale, notamment en Géorgie, où il s'apparente au mtsvadi, mais aussi en Arménie, Azerbaïdjan, Ouzbékistan et l'Iran.
Le plov (ragoût de mouton au riz) originaire d'Asie Centrale est un autre grand classique des cuisines russes. Il est souvent fait avec du poulet en substitution du mouton ou de l'agneau.

### Poisson
Le poisson jouait un rôle important dans la cuisine russe avant la Révolution d'Octobre en particulier durant les jours de fête du rite orthodoxe russe, durant lesquels la consommation de viande était interdite. Traditionnellement, comme dans le culte catholique, on consommait du poisson le vendredi.
Des poissons d'eau douce comme la carpe et le soudak (sandre ou doré jaune) étaient consommés couramment dans les régions éloignées de la mer, ainsi que des esturgeons tandis que dans les régions du nord prédomine la consommation du saumon et de la truite. Une variété encore plus grande de poissons — y compris des espèces maritimes — sont traditionnellement salés, fumés ou conservés dans la saumure pour être consommés sous forme de zakouskis (hors-d'œuvre).

### Accompagnements

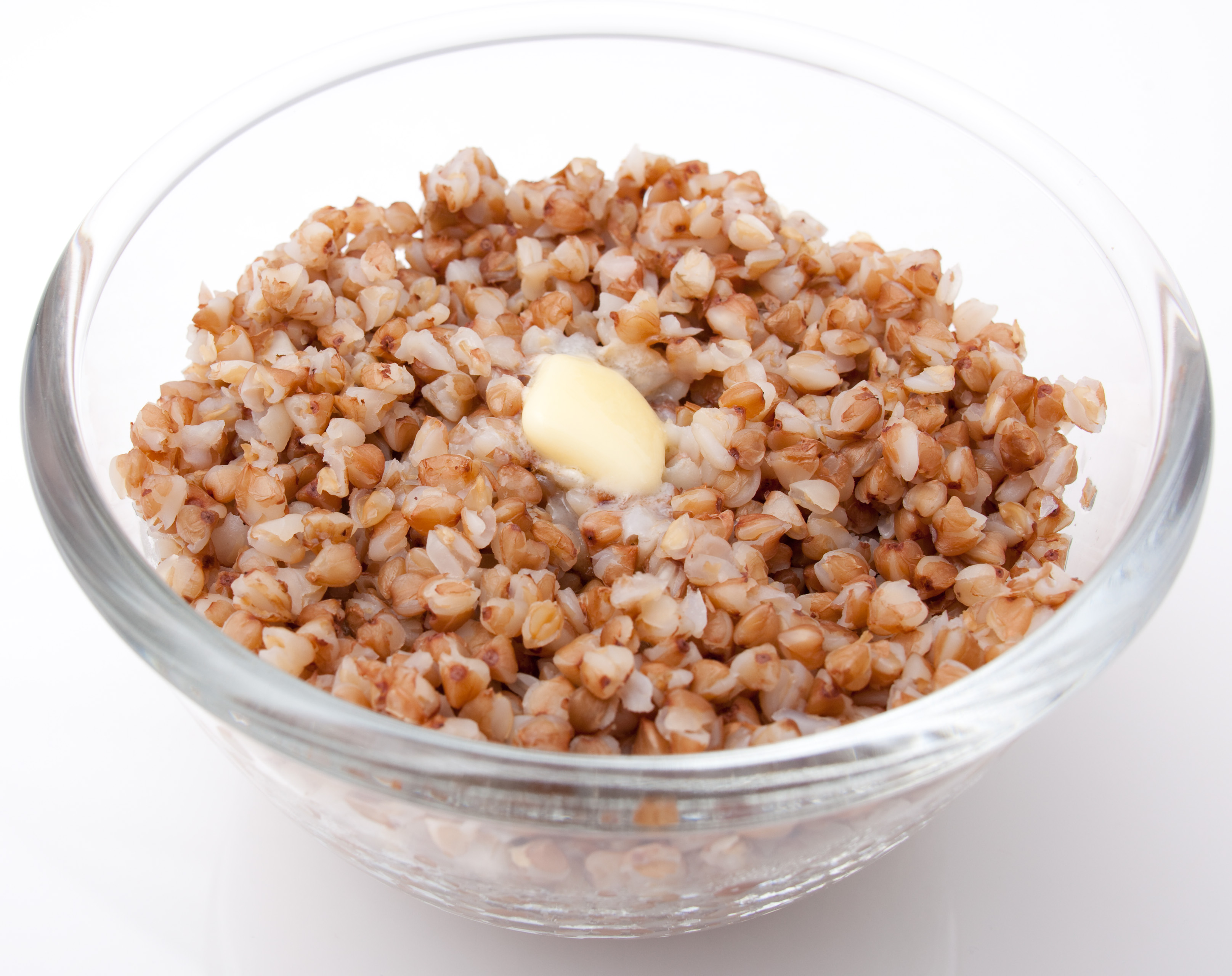
Kacha au sarrasin mondé

Les accompagnements aux plats de résistance ont longtemps été des bouillies, comme la kacha, ou des céréales, puis des légumes racines (navets, carottes…) et des champignons. La viande était garnie de produits marinés au vinaigre, chou, pommes ou canneberges. Le jus de cuisson, seul ou mélangé avec de la smetana ou du beurre fondu est utilisé comme sauce pour verser sur les légumes et bouillies. Les sauces, à base de farine, beurre, œufs et lait, sont moins courantes.
Le chou, les pommes de terre et les légumes verts résistants au froid sont communs en Russie. La saumure est utilisée pour conserver les légumes tout l'hiver (choux, concombres, rutabagas…). Parmi les fruits, les pommes marinées sont très populaires. Ce sont des sources de vitamines pendant l'hiver où fruits et légumes frais ne sont normalement pas disponibles.
Les blini sont des crêpes à la levure de boulangerie. Elles sont généralement faites avec de la farine de blé et sont accompagnées de beurre mais peuvent également être garnies de crème épaisse ou de caviar. Il est à noter que les blinis russes se différencient des blinis qu'on a l'habitude de voir en Occident (petite galette de type pancake). Les derniers s'appellent en russe oladi оладьи.

### Desserts
Les desserts russes les plus anciens étaient composés de fruits au four, comme les pommes, et de baies cuites.

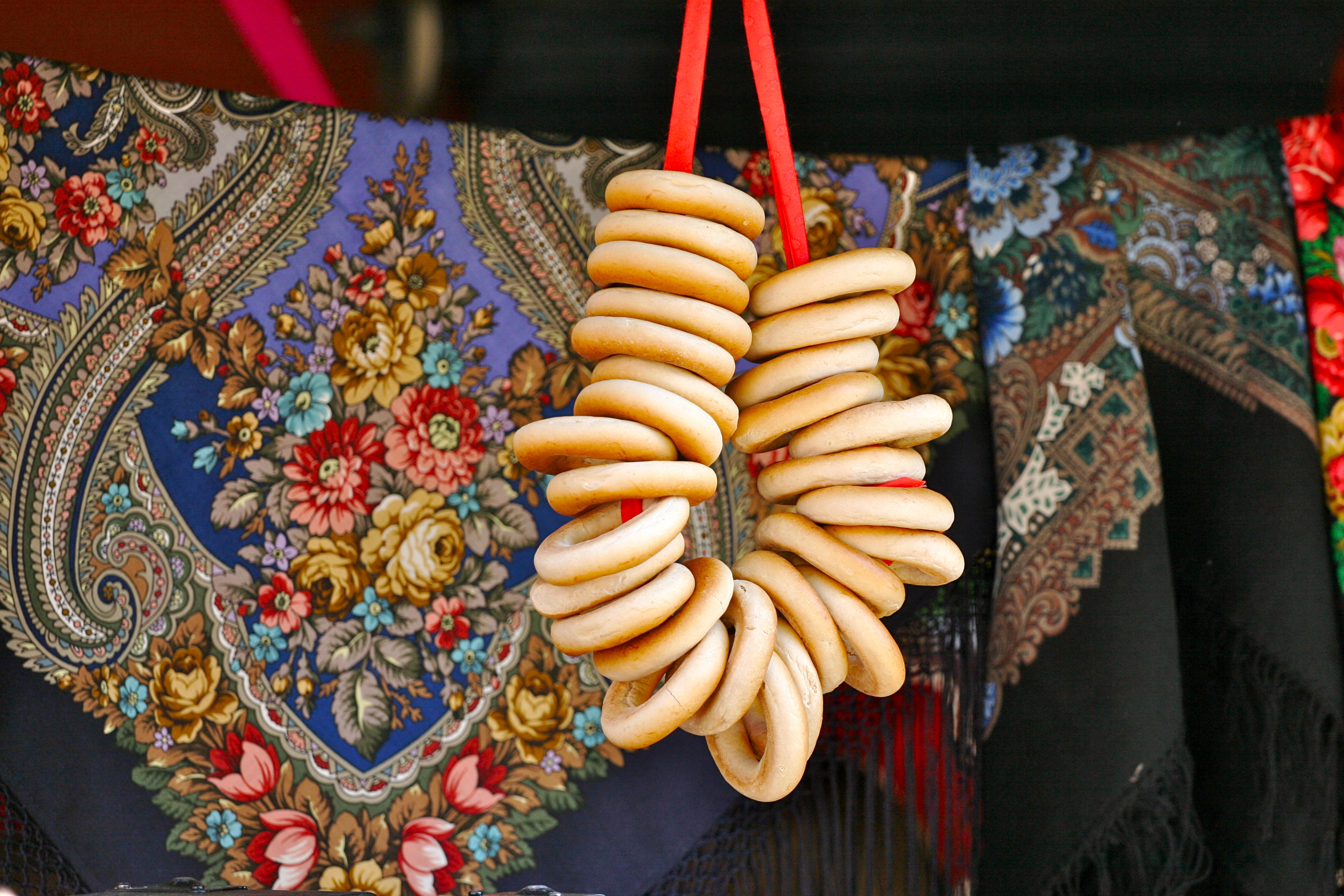
Présentation traditionnelle des boubliki, enfilés sur une cordelette

Certains ont aujourd'hui complètement disparu, comme le « confit russe » ou les parenki. Le premier était composé de carottes et de concombres cuit dans l'eau et le miel, mais pas directement sur le feu. Les seconds étaient des tranches de carottes ou de betterave séchées au four.
Aujourd’hui les desserts sont souvent préparés avec du fromage blanc, comme les syrniki сырники, des palets de fromage blanc accompagnées de crème fraîche, de confiture, de miel et de jus de pomme, ou la vatrouchka.
Parmi les pains russes, on peut citer les boubliki (бублики), semblables aux bagels, ou le borodinski (pain de Borodino), qui est un pain de seigle.
La smetana et le kissel sont couramment utilisés pour composer des desserts comme le smetannik (сметанник) ou les syrniki (сырники).
Les fruits sont souvent consommés sous forme de kissel кисель ou de kompot компот. Les baies, comme la canneberge, le sorbier ou la framboise, sont moins populaires actuellement. Autrefois, elles étaient écrasées séchées au four et consommées sous forme de granulés dans les boissons, comme remède contre le rhume et le béribéri.
Les gâteaux traditionnels de Pâques peuvent être rapprochés des panettones italiens, comme le koulitch кулич, de forme cylindrique. Il contient des fruits confits, des amandes et est couvert d'un glaçage. On trouve également la paskha пасха. C'est un gâteau au fromage blanc et aux fruits confits très connu pour sa forme pyramidale hors du commun. Il est souvent décoré des lettres XB, pour Христосъ Воскресе qui signifie « le Christ est ressuscité ».

## Boissons

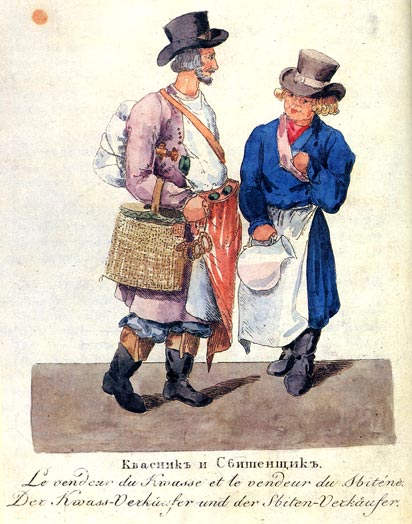
Marchands de sbiten et de kvas à Saint-Pétersbourg (1817)

Presque toutes les boissons traditionnelles russes - sbiten, kvas, medok, sok ou mors - sont originales et n'ont pas d'équivalent dans les autres cuisines nationales. Elles ont longtemps accompagné les plats de viande et de volaille, les bouillies sucrées et les desserts.
Le mors, de couleur rouge transparent, était la boisson par excellence des cantines soviétiques.
Introduit il y a environ 200 ans depuis la Chine, le thé noir est devenu une boisson nationale. On y ajoute parfois lait ou citron pressé.
Le thé est consommé tout au long de la journée, avec des petits biscuits et confiseries faisant de la pause thé un moment chaleureux.
Le café n'est jamais devenu populaire dans les petits villages, mais il est consommé à Moscou et dans les grandes villes.

## Spécialités régionales
- Cuisine des Îles Komandorski
- Cuisine tatare
- Beurre de Vologda (ru)[4]
- Fromage de Pochekhonié[5]
- kalatch de Mourom (ru)[6]
- Kozouli (ru)[7]
- Miel de l'Altaï (ru)[8]
- Miel bashkir (ru)
- Pain d'épices de Gorodets (ru)
- Pain d'épices de kargopol (ru)
- Pain d'épices de Toula (ru)[9]
- Pain d'épices de Viazma (ru)[10]
- Pastila de Beliov (ru)
- Thé de Krasnodar